# کاتائونیا
کاتائونیا (یونانی باستان: Kαταoνία) یکی از بخش‌های کاپادوکیه باستان بوده‌است. رود ساروس در این ناحیه جاری است و در نهایت به دریای مدیترانه می‌ریزد. ساکنان کاتائونیا توسط افراد باستان از سایر کاپادوکیان‌ها به عنوان مردمی متفاوت متمایز می‌شدند.